# Gerd
Gerd er et pigenavn, der stammer fra det oldnordiske Gerðr og urnordisk GarðiōR, hvor det var kvindelig form af drengenavnet Garðr. Navnet betyder "beskytter" og muligvis "som tilhører gården". Det bæres af omkring 600 danskere ifølge Danmarks Statistik.
Navnet bruges også undertiden som drengenavn, hvor det dog oftest staves Gert. Gerda er afledt af Gerd.

## Kendte kvinder med navnet
- Gerd Gjedved, dansk skuespiller.

## Andre anvendelser
- Gerd er en figur i nordisk mytologi.